# Lega Licia

Carta della Licia che mostra le città antiche più importanti e alcune montagne e fiumi notevoli. I punti rossi rappresentano le montagne, quelli bianchi le città antiche.

La Lega Licia (in greco antico: Λυκιωντοκοινον?) era un'antica federazione di città della regione della Licia in Asia Minore (ora parte della Turchia). Mentre la ricerca più antica presupponeva che la federazione fosse già attiva dal sesto secolo a.C. quasi tutti gli storici dell'antichità oggi ritengono che essa abbia avuto origine al più presto nel terzo secolo a.C.. La sua esistenza è testimoniata solo dal 167 a.C., quando la Licia fu dichiarata indipendente dal Senato romano; essa continuo' a esistere oltre l'affiliazione provinciale romana (dal 43 d.C.) fino ai tempi dei governatori romani dell'impero romano d'oriente di epoca tardo antica. Come primo esempio di una organizzazione politica democratico-federale, nel 1787 svolse un ruolo di modello nella bozza della costituzione americana.
Il numero esatto di città appartenenti alla federazione era già contestato tra gli autori antichi: secondo Strabone, la lega avrebbe contato 23 membri, mentre Plinio il Vecchio solo pochi decenni dopo parla di 36 città. Una caratteristica significativa di questa organizzazione federale era il sistema di rappresentanza costituzionale: in base alla loro importanza e popolazione, le città inviavano da uno a tre rappresentanti all'assemblea federale. Le decisioni politiche erano quindi ponderate in base al significato dei membri del governo federale - ma in base a questo rapporto, veniva misurato anche il contributo al Tesoro federale. Questo principio era già stato messo in evidenza in senso positivo intorno al 380 a.C. dal pensatore politico ateniese Isocrate  (ma non con riferimento diretto alla Licia) e ha fino ad oggi (vedi la distribuzione dei voti nel Bundesrat tedesco).
Le sei città licie più grandi, ciascuna delle quali aveva diritto a tre rappresentanti, sono tutte conosciute, e tutte sono arrivate, in rovina o ancora abitate, fino ai nostri giorni: Olympos, Myra, Xanthos, Patara, Pinara e Tlos. Probabilmente dal primo secolo a.C. anche Limyra aveva tre rappresentanti. Città più piccole avevano solo due o un delegato, oppure si consorziavano in un  "gruppo di comunità" ("Sympoliteia") sotto la guida di una città, parlando così con una sola voce nel governo federale. Un esempio di sympoliteia è quella creata sotto la guida di Aperlai, che si presentava insieme a Isinda, Apollonia e Simena. Questo potrebbe anche spiegare le diverse valutazioni sul numero di città appartenenti alla lega riportate nelle fonti.
Come città  più potente della Licia, Xanthos presiedette al governo federale in epoca romana ed ellenistica, assumendo quindi il ruolo di un "capitale della Licia". Più tardi, nell'impero romano, questo significato passò evidentemente alla vicina città di Patara, che aveva sempre servito come porto di Xanthos. Patara visse nel primo secolo d.C. un periodo di tarda fioritura e divenne forse - le testimonianze al riguardo sono contraddittorie - la sede dell'amministrazione provinciale romana di Licia e Panfilia.
L'alleanza sopravvisse a tutte le diverse dominazioni e nel 167 a.C. venne riconosciuta da Roma come "civitas libera" - quindi come comunità libera nel senso di una repubblica riconosciuta. Anche dopo che la Licia divenne una provincia romana, la Federazione Licia sopravvisse - ma ora limitata ad aspetti rituali e alle attività comunitarie, e come espressione della storia e della cultura comune.

## Fonti
- (DE) Frank Kolb e Barbara Kupke, Lykien. Geschichte Lykiens im Altertum, in Antike Welt, Sonderheft; Zaberns Bildbände zur Archäologie, vol. 2, Magonza, von Zabern, 1992, ISBN 3-8053-1415-9.
- (DE) Ralf Behrwald, Der Lykische Bund. Untersuchungen zu Geschichte und Verfassung, in Antiquitas, Reihe 1:Abhandlungen zur alten Geschichte, vol. 48, Bonn, Habelt, 2000, ISBN 3-7749-3035-X. (anche: Chemnitz, Techn. Univ., Diss., 1997/98).